# Aldeanueva (Miranda de Azán)
Aldeanueva es una entidad de población española del municipio de Miranda de Azán, perteneciente a la provincia de Salamanca, en la comunidad autónoma de Castilla y León.

## Toponimia
El lugar puede aparecer referido como «Aldeanueva» y «Aldeanueva de Ariseos».

## Historia
Hacia mediados del siglo XIX, el lugar, una alquería ya por entonces perteneciente a Miranda de Azán, tenía contabilizada una población de seis habitantes. Aparece descrito en el primer volumen del Diccionario geográfico-estadístico-histórico de España y sus posesiones de Ultramar de Pascual Madoz con las siguientes palabras:

ALDEANUEVA DE ARISEOS: alq. aneja de la parr. de Mozarbes, y dependiente del ayunt. de Miranda de Azan (V.), en la prov. y part. jud. de Salamanca (2 1/2 leg.): sit. al S. de la cap., y á la márg. der. del arroyo Zurguen que baña su térm.: ocupa este cuarto y medio de leg. de E. á O., y 1/4 de N. á S.; y linda al N. con el de Miranda; E. con el de Orejudos, S. Ariseos, y O. Barga; abrazando una estension de 917 fan. de tierra, cuya mitad perteneció al monast. de Ntra. Sra. de la Morigüela, del órden de S. Bernardo: una gran parte del suelo, en el que se hallan dos fuentes, está poblado de monte y matorrales, y el resto sirve para sembrar; las tierras son de tres clases, y se labran á tres hojas, con ganado vacuno: prod.: granos y ganados: pobl.: 1 vec., 6 hab.: riqueza terr. prod.: 41,800 rs.: imp.: 2,090 rs.
(Madoz, 1845, p. 501)

En 2023, la entidad singular de población tenía empadronados siete habitantes.